# گینه (منطقه)

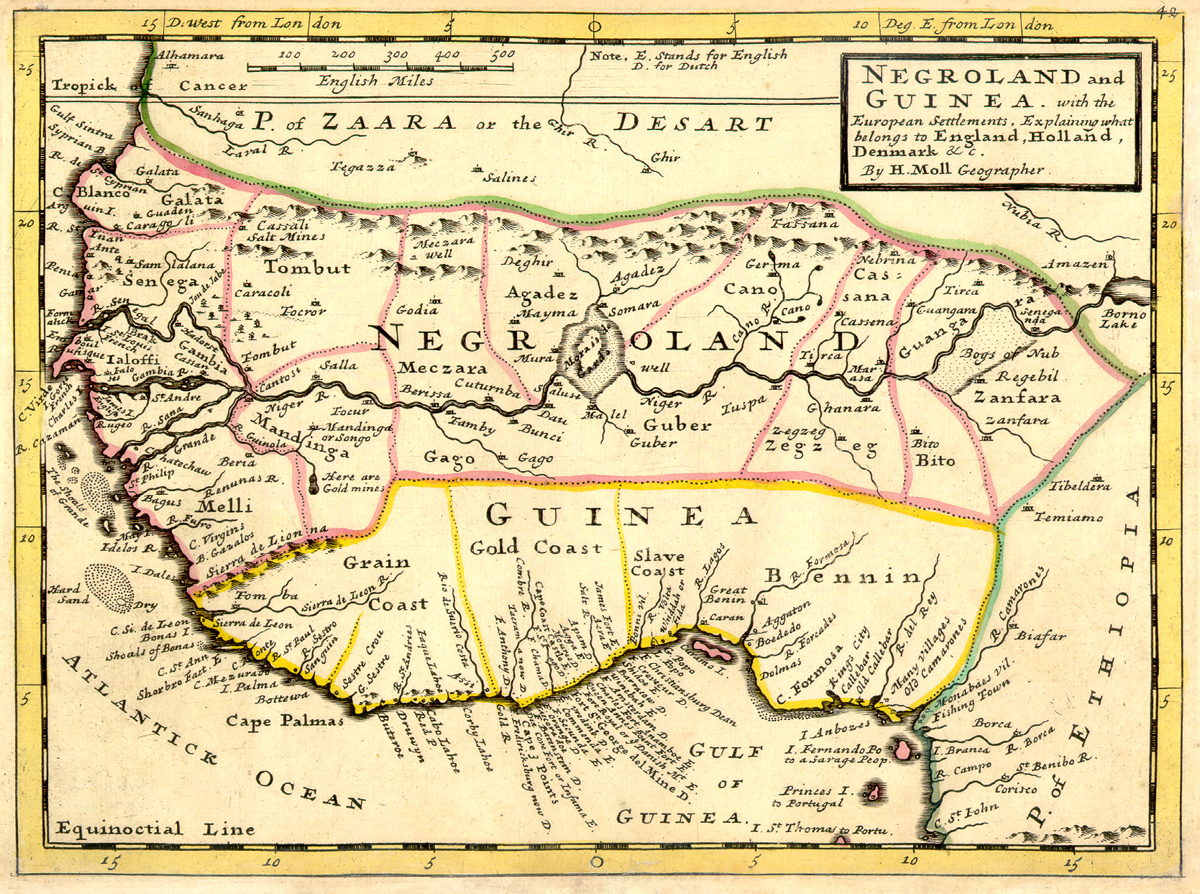
نیگریتیا (زنگستان) و گینه در نقشه هرمان مول، ۱۷۲۷.

گینه نام سنتی برای ناحیه‌ای از سواحل غرب آفریقا است که در امتداد خلیج گینه قرار دارد. این ناحیه به صورت جنگلی گرمسیری یا گرم‌دشت‌های‌ طبیعی مرطوب است که در امتداد ساحل ادامه یافته و در شمال با ساحل صحرا هم‌مرز است.

## دلیل استفاده برای چندین کشور
مردم حامی‌تبار شمال آفریقا، سیاه‌پوستان غرب آفریقا را گینه‌ای می‌نامیدند و اروپایی‌ها برای رسیدن به این نواحی از دریانوردان بربری شمال آفریقا کمک گرفتند و از این طریق این نام وارد زبان‌های اروپایی شد. بعدها که قدرت‌های اروپایی این منطقه را مستعمره خود کردند هر یک از آن‌ها به منطقه خود گینه می‌گفت. برای متمایز کردن نام این مستعمره‌ها، پرتغالی‌ها منطقه تحت تسلط حود را «گینه پرتغال» نامیدند. بدین ترتیب در سواحل جنوبی‌تر «گینه سوئد» ایجاد شد که بعدتر نام «گینه دانمارک» به‌خود گرفت. در بالای آن نیز «گینه هلند» ایجاد شد و بعد از این‌که انگلیسی‌ها کل این سه «گینه» را از آن خود کردند بر آن نام «ساحل طلا» نهادند. اواخر قرن نوزدهم، فرانسه بخش‌های بزرگی از غرب آفریقا را مستعمره خود ساخت و تمام این نواحی را «گینه فرانسه» نامید. بعدها که دوره استعمارزدایی در غرب آفریقا آغاز شد، «گینه فرانسه» اولین کشور مستقل این منطقه شد و برای خود نام گینه را برگزید. در سال ۱۹۷۳ «گینه پرتغال» نیز مستقل شد و برای خود نام گینه بیسائو را برگزید که به شهر بیسائو، پایتخت این کشور، اشاره دارد.
در منطقه‌ای بسیار جنوبی‌تر در غرب آفریقا، ناحیه‌ای نیز در دست اسپانیا بود که آن را «گینه اسپانیا» می‌نامیدند. زمانی که بعدها این منطقه به‌صورت یک کشور مستقل به استقلال رسید، مقامات آن قصد داشتند کشور را گینه بنامند اما از آنجا که این نام پیشتر برای کشور دیگری در شمال غرب استفاده شده‌بود، برای این کشور جدید نام گینه استوایی انتخاب شد که به موقعیت جغرافیایی آن در نزدیکی خط استوا اشاره دارد. 
اروپاییان در دوره استعماری به دوردست‌های آسیا نیز سفر کرده و با جزیره پاپوآ برخورد کردند. دریانوردان اسپانیایی که برای اولین بار به نقشه‌برداری جزیره پاپوآ پرداختند این‌طور پنداشتند که بومیان این جزایر با سیاهان آفریقا از یک نژادند و به این خاطر بر روی این جزیره نام «گینه نو» نهادند. این نام همچنان در نام کشور پاپوآ گینه نو به‌جا مانده است.

## ریشهٔ واژه
اصطلاح فارسی گینه از کلمه Guinée فرانسوی آمده و آن نیز به نوبه خود از واژه پرتغالی Guiné گرفته شده‌است. پرتغالی‌ها در میانه‌های سدهٔ پانزدهم از این کلمه به عنوان یک اصطلاح عمومی برای اشاره به مردمان آفریقایی سیاه‌پوست ساکن جنوب رودخانه سنگال استفاده می‌کردند. در شمالِ سیاه‌پوستان آفریقا در این منطقه، مردم صَنهاجه، از تبار بربر، ساکن‌اند و پرتغالی‌ها به این مردم که پوستی روشن‌تر داشتند «آزنگوئس» می‌گفتند و به تیره‌پوستانی جنوب آن‌ها «گینه‌ای».
پرتغالی‌ها واژه گینه را از زبان بربری صنهاجه‌ای‌ها وام گرفته بودند. در زبان بربری به مردم ساکن منطقه جنوبی‌تر، «غیناوِن» می‌گفتند که معنی آن «سوخته‌گان» است. (همان‌طور که یونانی‌ها تمام مناطق پایین‌دست‌تر از مصر را اتیوپیا نام گذاشته بودند که به معنای «سوخته‌چهرگان» است) بربرها به سرزمین جنوبی‌تر نیز «آکال اِن-ایگوئیناوِن» می‌گفتند به معنی «سرزمین سیاهان». غیناون و ایگوئیناوِن همان واژه است که پرتغالی‌ها آن را وام گرفته و به صورت گوئینه تلفظ کردند.
اصطلاح گینه به‌طور گسترده در وقایع‌نگاری‌های گومس ائانس ده زورارا استفاده شده‌است و ژوآئو دوم، پادشاه پرتغال، از سال ۱۴۸۱ بر خود لقب «سَرور گینه» را نیز گذاشته بود.

## تاریخ
در سال ۱۴۷۸ (در طول جنگ جانشینی کاستیلیا)، یک ناوگان کاستیلی متشکل از سی و پنج کاراول و یک ناوگان پرتغالی در نبرد گینه در آب‌های نزدیک المینا، برای تسلط یافتن بر بازرگانی گینه (طلا، عاج و فلفل سیاه) جنگیدند. این جنگ، هم با پیروزی نیروی دریایی پرتغال و هم با به رسمیت شناختن رسمی حاکمیت پرتغالی بر اکثر مناطق آفریقایی مورد مناقشه توسط فرمانروایان کاتولیک به پایان رسید (پیمان آلکاسوواس، ۱۴۷۹).
این اولین جنگ استعماری بین قدرت‌های اروپایی بود. پس از پرتغالی‌ها و کاستیلی‌ها هلندی‌ها، فرانسوی‌ها و انگلیسی‌ها به ناحیه گینه آمدند. تجارت گسترده عاج، طلا و بردگان باعث ثروتمند شدن این منطقه شد و تعدادی از پادشاهی‌های متمرکز در قرن ۱۸ و ۱۹ در آن توسعه یافتند. این ایالت‌ها بسیار کوچک‌تر از ایالت‌های بزرگ ساحل باز بودند، اما تراکم جمعیتی بسیار بالاتری داشتند و از نظر سیاسی متمرکزتر بودند. انسجام این پادشاهی‌ها باعث شد که این منطقه نسبت به سایر مناطق آفریقا مقاومت بیشتری در برابر تهاجمات اروپا از خود نشان دهد. چنین مقاومتی، همراه با یک محیط بیماری‌زا برای اروپایی‌ها، باعث شد که بیشتر گینه تا پایان قرن نوزدهم توسط اروپایی‌ها مستعمره نشود.